# District de Saint-Pons
Le district de Saint-Pons était une division territoriale française du département de l'Hérault de 1790 à 1795.

## Histoire
Le district de Saint-Pons est créé en 1790. Par la loi du 28 pluviôse an V (16 février 1797), le canton d'Anglès est cédé au Tarn, en échange du canton de Saint-Gervais-sur-Mare.
Par la loi du 28 pluviôse an VIII (17 février 1800), le district est remplacé par l'arrondissement de Saint-Pons.

## Composition
Il était composé de 9 cantons (dont trois aujourd'hui disparus et un aujourd'hui dans le département du Tarn) : 
- Olargues,
- Olonzac,
- Saint-Chinian,
- Saint-Pons,
- La Salvetat d'Anglès,
- Anglès,  (aujourd'hui appartenant au Tarn)
- Cessenon,
- Cruzy,
- La Livinière.

## Sources
- Paroisses et communes de France - Hérault, CNRS (1989)  (ISBN 2-222-04293-3)